# Kauniainen
Kauniainen (svensk: Grankulla) er en by og kommune i landskabet Nyland i Finland. Kauniainen er en enklave i Espoo, vest for Helsinki. Kauniainen har cirka 8.500 indbyggere og et areal på 6 km².
Kommunen er tosproget med finsk som majoritetssprog (57 %) og svensk som minoritetssprog (41 %).
Kauniainen er kendt for sit lave skatteniveau og befolkningen som nyder godt af dette.[kilde mangler]
Svenska folkpartiet har traditionelt været kommunens største parti.